# Natri photphit
Natri phosphit là hợp chất hoá học có công thức Na2HPO3, thường gặp dưới dạng pentahydrat Na2HPO3·5H2O. Nó là muối natri của acid phosphorơ, HP(O)(OH)2 và chứa anion phosphit HPO32−. Tên thường gọi của nó (natri biphosphit) chỉ ra rằng có một nguyên tử hydrogen có tính acid, như natri bicarbonat. Tuy nhiên, điều này dễ gây nhầm lẫn vì nguyên tử hydro liên kết trực tiếp với nguyên tử phosphorus chứ không phải với nguyên tử oxygen, nên nguyên tử hydro không linh động, trong dung dịch không phân li mạnh ra cation hydro.
{\displaystyle {\ce {Na2HPO3 -> 2Na+ + HPO3^2-}}}
Cũng như các phosphit khác, natri phosphit độc. Phosphit chứa phosphor ở trạng thái oxy hóa +3, nên theo đó nó là một chất khử.